# Цона Артиђанале Индустријале Сан Карло (Терни)
Цона Артиђанале Индустријале Сан Карло је насеље у Италији у округу Терни, региону Умбрија.
Према процени из 2011. у насељу је живело 4 становника. Насеље се налази на надморској висини од 306 м.